# A Time for Love (Lied)
A Time for Love ist ein Lied aus dem Film Mord aus zweiter Hand. Geschrieben wurde es von Johnny Mandel (Musik) und Paul Francis Webster (Text). Es entwickelte sich zu einem Jazzstandard.

## Veröffentlichung
Im Film singt Janet Leigh A Time for Love bei einem Auftritt, die Stimme ist aber von Jackie Ward. John Davidson, damals ein Teenieidol, stellte es bei der Oscarverleihung 1967 vor.
Etwa gleichzeitig mit der Veröffentlichung von Mord aus zweiter Hand im August 1966 brachte Tony Bennett A Time for Love am 15. August 1966 als Single auf den Markt, gefolgt von einer gleichnamigen LP zwei Wochen später. Die Single erreichte keine Chartpositionen in den relevanten Charts, allerdings belegte sie 1966 Platz 16 in der Jahreswertung der Billboard Easy Listening Singles.

## Rezeption

### Auszeichnungen
A Time for Love war bei der Oscarverleihung 1967 in der Kategorie Bester Song nominiert, unterlag dort aber gegen Born Free aus Frei geboren – Königin der Wildnis. 1967 gewann das Lied den Laurel Award in der Kategorie Bestes Lied.

### Kritiken
A Time for Love wird auf der einen Seite als „Elend“ bezeichnet, auf der anderen als ziemlich schönes Lied, das allerdings überhaupt nicht zu den Ereignissen im Film passe. Es sei keines der bekannteren Lieder der Autoren. Da es keine erfolgreichen Aufnahmen des Liedes gebe, ist es nach Ansicht von Susan Sackett, genauso wie der Film, langsam in Vergessenheit geraten.

## Coverversionen
A Time for Love wurde allerdings häufig gecovert. So gibt die Website SecondHandSongs über hundert gesungene und noch mehr instrumentale Coverversionen an. Neben Tony Bennett benannten auch Bill Watrous, Renee Rosnes, Percy Faith und Arturo Sandoval eines ihrer Alben nach diesem Lied. Weitere Coverversionen wurden 1969 von Elis Regina auf ihrem Album Elis Regina in London, 2007 von Jane Monheit auf ihrem Album Surrender und 2009 von Barbra Streisand auf ihrem Album Love Is the Answer veröffentlicht. Das Lied ist auch auf Shirley Horns Album Here’s to Life enthalten, für das Johnny Mandel 1993 einen Grammy in der Kategorie Bestes Instrumentalarrangement mit Gesangsbegleitung erhielt.